# Pola Illéry
Pola Illéry (ur. 18 grudnia 1909 w Corabii, Rumunia, zm. 19 października 1993 w Palos Verdes, Stany Zjednoczone) – amerykańska aktorka filmowa, pochodzenia rumuńskiego.

## Życiorys
Urodziła się w rodzinie rumuńskich Żydów jako Paula Iliescu. Po wyjeździe z Rumunii w latach 20. występowała w filmach francuskich, Zadebiutowała w 1928 rolą w filmie niemym Le Désir. W 1930 zagrała główną rolę w komedii muzycznej René Clairaa Pod dachami Paryża. Stała się jedną z najbardziej rozpoznawalnych aktorek amerykańsko-francuskiej wytwórni Parada Paramount. W filmie występowała pod pseudonimem Pola Illéry (imię Pola przyjęła na cześć Poli Negri). W czasie II wojny światowej poślubiła oficera US Army majora Charlesa Greinera, z którym w 1946 wyjechała do Stanów Zjednoczonych. Wkrótce po przyjeździe do USA, małżonek Poli zginął w wypadku. W 1946 przyjęła obywatelstwo amerykańskie, a następnie poślubiła Daniela Alperta, z którym zamieszkała w Palos Verdes (Kalifornia), gdzie spędziła ostatnie lata życia.

## Filmografia
- 1928: Le Désir
- 1929: Le Capitaine Fracasse jako Cyganka Chiquita
- 1930: Illusions
- 1930: Pod dachami Paryża jako Pola
- 1931: Le Petit Chaperon rouge
- 1931: Un homme en habit jako Totoche
- 1933: L'Ange gardien
- 1934: Taxi de minuit
- 1934: La Rue sans nom jako Noa
- 1938: La Tigre du Bengale jako Myrrha